# ATP Saragozza
Il Torneo di Saragozza è stato un torneo maschile di tennis giocato a Saragozza in Spagna. 
L'evento faceva parte dell'ATP Tour nel 1993 e nel 1994.La superficie utilizzata è la terra rossa.

## Albo d'oro

### Singolare
| Anno | Vincitore      | Finalista      | Punteggio     |
| ---- | -------------- | -------------- | ------------- |
| 1993 | Karel Nováček  | Jonas Svensson | 3–6, 6–2, 6–1 |
| 1994 | Magnus Larsson | Lars Rehmann   | 6–4, 6–4      |

### Doppio
| Anno | Vincitori                 | Finalisti                 | Punteggio     |
| ---- | ------------------------- | ------------------------- | ------------- |
| 1993 | Martin Damm Karel Nováček | Mike Bauer David Rikl     | 2–6, 6–4, 7–5 |
| 1994 | Henrik Holm Anders Järryd | Martin Damm Karel Nováček | 7–5, 6–2      |